# Шокер, Урбан
Урбан Джеймс Шокер (англ. Urban James Shocker, урождённый Юрбэн Жак Шоккор, фр. Urbain Jacques Shockcor, 22 августа 1890, Кливленд, Огайо — 9 сентября 1928, Денвер, Колорадо) — американский бейсболист, питчер. Выступал в МЛБ с 1916 по 1928 год в составе «Нью-Йорк Янкис» и «Сент-Луис Браунс». Чемпион Мировой серии 1927 года.

## Биография

### Ранние годы и начало карьеры
Урбэн Жак Шоккор родился в Кливленде. В семье Уильяма и Анны Шоккоров он был пятым ребёнком из восьми. Отец, имевший французские корни, работал машинистом, мать работала портнихой. Позднее семья переехала в Мичиган, где Урбэн и начал бейсбольную карьеру.
В 1912 году он подписал контракт с полупрофессиональной командой из Уинсора в качестве кэтчера. В первый сезон за клуб он также выступал в роли питчера. В 1913 году он получил травму пальца на правой руке при попытке поймать мяч. Кость срослась неправильно и его палец остался искривлённым. После травмы он продолжил играть только на позиции питчера, причём последствия повреждения только способствовали непредсказуемости его подач.
В сезоне 1913 года Шоккор одержал шесть побед при семи поражениях с пропускаемостью 4,54, но соотношение страйкаутов к уокам составляло три к одному, что было очень хорошим показателем. В 1914 году он перешёл в «Оттаву Сенаторз», выступавшую в Канадской лиге. За «Сенаторов» он выступал в сезонах 1914 и 1915 годов, продемонстрировав свою готовность к выступлениям в Главной лиге бейсбола. Отличительной чертой Шоккора были медленные подачи, позволявшие ему контролировать направление полёта мяча. В конце 1915 года на драфте по правилу №5 его выбрали «Нью-Йорк Янкис», заплатившие за права на молодого питчера 750 долларов. Примерно в тот же период он стал известен как Урбан Шокер. Позднее его племянник Роджер объяснял это ошибкой журналистов.

### Главная лига бейсбола
24 апреля 1916 года Шокер дебютировал в МЛБ, выйдя на замену и отыграв три иннинга в матче с «Вашингтон Сенаторз». В составе «Янкис» в тот момент было слишком много питчеров и в мае Урбана отправили в «Торонто Мейпл Лифс», которые выступали в Международной лиге. В дебютной игре Шокера команда одержала победу со счётом 12:1 над «Ньюарк Индианс». 8 июля началась его серия из четырёх «сухих» игр подряд, а 22 июля в игре против «Рочестера» Урбан сыграл ноу-хиттер. В конце сезона его снова перевели в основной состав «Янкис» и до завершения чемпионата Шокер сыграл в девяти матчах, одержав в них четыре победы.
Несмотря на отличную игру Урбана за «Мейпл Лифс», главный тренер «Янкис» Билл Донован не очень активно задействовал его в чемпионате 1917 года. Шокер сыграл всего в тринадцати матчах, семь из которых были полными играми. Ньюйоркцы заняли шестое место в чемпионате и Донована сменил Миллер Хаггинс. Новый тренер команды искал пути усиления состава и в январе 1918 года Шокер и ещё четыре игрока Янкис отправились в «Сент-Луис Браунс» в обмен на Дела Пратта и Эдди Планка.
В составе «Браунс» Шокер выиграл шесть матчей при пяти поражениях с ERA 1,81, после чего, в июне 1918 года, был призван в армию и отправлен во Францию. Вернулся в США он весной следующего года и 11 мая вновь вышел на поле в Главной лиге бейсбола. В первых семи играх после возвращения он одержал шесть побед, в трёх матчах не пропустив ни одного очка.
Шокер активно использовал спитбол и в 1920 году столкнулся с трудностями, когда руководство Лиги объявило о его запрете. В результате активного сопротивления игроков, применявших подобные манипуляции с мячом, семнадцати питчерам, в том числе Шокеру, было разрешено использовать спитбол до завершения игровой карьеры.
В начале 1920-х годов «Браунс» были середняками чемпионата. Шокер, Джордж Сислер, Джек Тобин и Кен Уильямс составили костяк команды, показавшей лучший результат с 1908 года. В обороне команда активно использовала стратегию уоков, пропуская сильных отбивающих соперника на базы вместо того, чтобы давать им шансы нанести хороший удар.
На протяжении следующих трёх лет Шокер одерживал не менее двадцати побед за сезон. В 1921 году он стал лучшим в МЛБ по этому показателю. Особое внимание Урбан уделял психологии. Он говорил, что успех Тая Кобба заключается в оказании психологического давления и успешный питчер должен предугадывать намерения отбивающего, следя за его движениями, заставлять его пытаться отбить неудобные подачи.
В конце сезона 1923 года руководство «Браунс» отстранило Шокера от игр из-за отказа отправиться на выездную игру без своей жены Ирен. Комиссар МЛБ Кенисо Лэндис объявил, что Урбан получит статус свободного агента, но Шокер остался в клубе ещё на один сезон. В 1924 году он выиграл шестнадцать матчей, проиграл тринадцать, а ERA поднялся до 4,20. Возраст (ему было уже 34) и недавний конфликт с руководством способствовали обмену Шокера в «Янкис», где Миллер Хаггинс был рад видеть Урбана в составе. 17 декабря 1924 года сделка состоялась.
В 1925 году «Янкис» испытывали много проблем с составом. Часть сезона из-за травмы и дисквалификации пропустил Бейб Рут, первый сезон в Главной лиге проводил Лу Гериг. Сезон команда завершила на седьмом месте. В следующем сезоне состав команды усилили Тони Лаццери и Марк Кёниг. Один из лучших сезонов в карьере провёл Рут. Шокер и Херб Пеннок были одними из лучших питчеров в Лиге. «Янкис» заняли первое место в Американской лиге, опередив на три победы «Кливленд Индианс». В играх Мировой серии 1926 года соперником ньюйоркцев стали «Сент-Луис Кардиналс». Серия завершилась победой «Сент-Луиса» в семи матчах. Шокер вышел стартовым питчером во второй игре серии и пропустил трёхочковый хоум-ран, принёсший победу «Кардиналс».
В 1927 году «Янкис» выиграли чемпионат Американской лиги почти без сопротивления, опередив «Филадельфию Атлетикс» на девятнадцать побед. Шокер провёл отличный сезон, выиграв восемнадцать раз при шести поражениях. При этом мало кто знал, что он испытывал серьёзные проблемы с сердцем, из-за которых ему приходилось спать сидя. В Мировой серии «Янкис» разгромили «Питтсбург Пайрэтс» в четырёх играх.
Зимой 1928 года Урбан объявил о планах завершить карьеру, но ближе к началу сезона передумал и подписал с «Янкис» новый контракт на сумму 15 000 долларов. Состояние его здоровья быстро ухудшалось, к травме запястья добавилась большая потеря веса. Во время тренировки перед игрой в Чикаго Шокер потерял сознание. Проведя всего одну игру в чемпионате, 6 июля 1928 года он был отчислен из команды.
Шокер уехал в Денвер, надеясь решить проблемы с сердцем и, возможно, возобновить свою карьеру. Там он тренировался вместе с полупрофессиональной командой. В середине августа 1928 года его госпитализировали в больницу святого Луки. 9 сентября Урбан скончался от пневмонии и её осложнений.